# Noumeroi
Los noumeroi (en griego: Νούμεροι, masculino plural) o noumera (Νούμερα, neutro plural, del latín numerus, "número" en el sentido de 'regimiento') eran una unidad de guarnición de infantería bizantina para la capital imperial Constantinopla. Su principal misión consistía en la protección del Gran Palacio de Constantinopla y de la Noumera, una de las prisiones de la ciudad.

## Historia y función
Se desconoce el origen y la fecha de establecimiento de los noumeroi. Su primera mención se atestigua durante el reinado de Miguel III (r. 842–867) mencionándose en el Taktikon Uspensky de 842-843, y el nombre de uno de sus comandantes, León Lalakon. John B. Bury analizó un sello de los siglos VII-VIII que mencionaba un "droungarios tou nou [merou?]" como una indicación de una unidad predecesora de la del siglo IX, y basándose en la nomenclatura de sus oficiales subalternos planteó la hipótesis de un origen en el ejército romano del este del siglo VI. Sin embargo, John Haldon traza su linaje hipotético a fines del siglo VII. La unidad sobrevivió hasta el siglo XI, cuando deja de mencionarse, lo que indica que fue disuelta.
El título exacto de esta unidad sigue siendo incierto. En la literatura bizantina se documenta solo en el genitivo plural (τῶν Νουμέρων), lo que no deja claro si el título de la unidad era noumeroi (Νούμεροι) o noumera (Νούμερα). Los académicos modernos durante el siglo pasado utilizan de manera diversa ambas formas. El término noumeros (transliterado del latín: numerus, y en griego también traducido como arithmos) era en sí mismo un término común para una unidad militar regular de tamaño indeterminado utilizada en la Antigüedad tardía. Fue solo más tarde, en el siglo VIII y posiblemente incluso en el siglo IX, cuando el nombre llegó a especificar esta unidad en particular. A su vez, el regimiento dio su nombre a la Noumera, un edificio contiguo al Hipódromo de Constantinopla que servía como cuartel y prisión de la ciudad. El historiador francés Rodolphe Guilland identificó la Noumera del siglo IX con la prisión conocida como Prandiara en épocas anteriores.
Los noumeroi figuraban entre los tagmata imperiales, regimientos profesionales estacionados en y alrededor de Constantinopla. A diferencia de la mayoría de los tagmata, los noumeroi estaban compuestos solo de infantería y nunca abandonaron Constantinopla, encomendándoseles tareas de guardia en la ciudad, específicamente vigilando la prisión de Noumera y compartiendo la protección del Gran Palacio de Constantinopla con otros dos tagmata, los vigla, una unidad de caballería que acompañaba al emperador en campaña o los arithmos, otra unidad de infantería dirigida por el Conde o el Doméstico de las Murallas (komēs / domestikos ton teichōn). Estos últimos tenían estrechos vínculos con los noumeroi: compartían una función común y tenían la misma estructura interna, y hasta el reinado de Miguel III al menos, los dos mandos parecen haberse combinado bajo un solo oficial, como lo atestigua la persona de un cierto Nikephoritzes durante este tiempo. El conde y sus hombres fueron originalmente responsables de la defensa de la Muralla de Anastasio, y más tarde, como los noumeroi, se encargaron de la supervisión de la prisión de Chalke y como guarnición en el Gran Palacio.

## Estructura de mando
Como la mayoría de los tagmata, el mando de los noumeroi llevaba el título de Doméstico (domestikos tōn Noumerōn, δομέστικος τῶν Νουμέρων), generalmente llamado simplemente ho noumeros (ὁ νούμερος). Basado en sellos que han llegado a nosotros, en el siglo IX usualmente tenía los rangos de spatharios (espatarios) o protospatharios (protoespatarios). Al igual que con los otros mandos de los tagmata, el doméstico de los noumeroi desempeñaba un papel importante en las ceremonias de la corte, y se asociaba con la facción de carreras de los Azules y el tagma senior de las Escuelas palatinas (Scholai), mientras que el doméstico de las murallas estaba asociado con la facción Verde y el segundo tagma más veterano, los excubitores.
Al igual que los otros tagmata, el doméstico estaba asistido por un topoteretes (τοποτηρητής, literalmente, 'titular de la posición, teniente'), un secretario llamado cartulario (chartoularios, χαρτουλάριος) y un mensajero jefe llamado protomandator (πρωτομανδάά]]. Los oficiales subalternos llevaban los títulos de la antigüedad tardía, tribounoi (τριβοῦνοι, 'tribunos') y vikarioi (βικάριοι, 'vicarios', vicarii), que se correspondían con los kometes ('condes') y los kentarchoi ('centuriones') de los otros tagmata. Existían también mensajeros (μανδάτορες, mandatores) y porteros (πορτάριοι, portarioi), estos últimos evidentemente relacionados con la misión de guardianes de la prisión del regimiento.